# حسني الزعيم
حسني الزعيم (1897 – 14 أغسطس 1949) رئيس الجمهورية السورية الأولى، عبر انقلاب آذار 1949، قبل أن يطاح به بانقلاب أغسطس 1949، لتكون فترة حكمه قرابة أربعة أشهر بين 30 مارس و 14 أغسطس 1949. على الرغم من قصر الفترة الزمنية التي تولى فيها الزعيم السلطة، إلا أنها تركت «علامة فارقة» في تاريخ سوريا الحديث، خصوصًا من ناحية كونها فاتحة عشرين انقلابا ومحاولة انقلابية كان آخرها انقلاب 1970 (سوريا).
جمع الزعيم خلال المرحلة الأولى من حكمه بين رئاسة الدولة والحكومة والسلطة التشريعيّة، وأجرى انتخابات رئاسية أفضت لفوزه، فغدا رئيسًا في 26 يونيو 1949؛ تمتع الزعيم في الأيام الأولى من انقلابه بدعم شعبي واسع، وتأييد معظم الطبقة السياسة السابقة، وذلك نتيجة لسلسلة الأزمات السياسية والركود الاقتصادي، وفقدان الثقة بالنظام بعد هزيمة حرب 1948. وسرعان ما تبخرت تلك الشعبية مع تفرده بالسلطة، وتسليمه أنطون سعادة، وإقراره اتفاق الهدنة مع إسرائيل. جمعت الزعيم صداقة قوية مع الملك فاروق الأول ملك مصر، وتحالف معه ومع المملكة العربية السعودية، وانقلب بنتيجة التحالف على مشروعي سوريا الكبرى والهلال الخصيب، الذين كان يدعمهما قبل رئاسته.
الزعيم هو أول رئيس من خارج الطبقة الأرستقراطية الإقطاعية التي حكمت البلاد منذ سقوط سوريا العثمانية، والتي شكّلت السمة الأبرز في الحياة السياسية خلال عهد الجمهورية السورية الأولى؛ وهو أول رئيس لا يعتمر الطربوش، وقد كتبت صحيفة التايمز أنه «أنهى حكم العائلات الغنية في سوريا، وقضى على الفساد في الدولة». وعلى الرغم من فترة حكمه القصيرة إلا أنه قدّم إنجازات هامة، منها منح المرأة حق التصويت، ووضع قانون الأحوال الشخصية. اعتبر الزعيم نفسه زعيمًا في مصاف زعماء كبار كنابليون وأتاتورك وهتلر، وقال في مرحلة لاحقة أنه «ملك سوريا»؛ وصف بالديكتاتور وقال عنه خالد العظم أنه «متهور وطائش»، اشتهر بولعه باللباس، وبقوله: «أتمنى أن أحكم الشام يومًا واحدًا ثم أُقتل».

## النشأة ودراسته
ولد حسني الزعيم في حلب عام 1894 من عائلة كردية؛ وله شقيقان هما صلاح الدين الزعيم وهو رجل دين، وبشير الزعيم. ولقد أصيب الزعيم باكرًا بمرض السكري. تلقى علومه في حلب قبل أن يلتحق بالأكاديمية الحربيّة العثمانيّة في إسطنبول، وكان والده يعمل مفتيًا في الجيش العثماني قبلاً. في عام 1916 تمرد على العثمانيين والتحق بالثورة العربية الكبرى، وفي عام 1921 انضم إلى القوة العسكرية الفرنسية التي تشكلت في البلاد أثناء الانتداب الفرنسي. تلقّى تداريب عسكرية في فرنسا وترقى في المناصب والرتب العسكرية؛ كان الزعيم خلال فترة حياتهِ الأولى كما يذكر مؤرخ حياته نذير فنصة «مغامرًا مقامرًا»، على سبيل المثال يذكر اختلافه مع ضابط فرنسي حول مراقصة سيدة، ما دفعه لاستنفار القطعة العسكرية الموجودة تحت قيادته في لواء إسكندرون، واعتقال هذا الضابط.
خلال الحرب العالمية الثانية قاتل في صفوف حكومة فيشي الموالية للنازية، لذلك عوقب عام 1943 بعد أن هُزمت قوات فيشي في سوريا على يد قوات الحلفاء، حيث حكم عليه بالسجن عشر سنوات مع الأشغال الشاقة، إضافة إلى تجريدهِ من الرتب العسكرية، وكان حينذاك برتبة عقيد؛ أطلق سراحه عام 1944 بعفو رئاسي من شكري القوتلي، ونصَّ قرار العفو على عودته إلى الجيش برتبتهِ السابقة، فعُيّن رئيساً للمحكمة العسكرية في دير الزور، ثم انتقل إلى دمشق مديراً لقوى الأمن الداخلي. عرف عنه مخالطته لأهل دمشق، في المقاهي السياسية على وجه الخصوص. في عام 1947 تزوج الزعيم نوران قره زادة، وكان يكبرها بثلاث وعشرين سنة. وبعد الهزيمة في حرب 1948، أقال القوتلي عبد الله عطفة، قائد الجيش، في سبتمبر 1948 أصدر رئيس الجمهورية مرسوماً بتعيين الزعيم قائداً للجيش بعد ترفيعه إلى رتبة زعيم، وهو اللقب العسكري المعرّب عن كولونيل، وقد تغيّر إلى عميد بعد توحيد الرتب العسكرية العربية فيما بعد.
شارك الزعيم في حرب فلسطين عام 1948 وحقق عددًا من الإنجازات العسكريّة التي جعلته ذا شعبية في الأوساط السوريّة، وشارك في حل الاضطرابات السياسيّة التي عصفت بالبلاد في أعقاب الهزيمة بُعيد الحرب مباشرة خلال عامي 1948-1949. وقد وصفه الصحفي والمؤرخ باتريك سيل بكونهِ مقامراً، وقليل المثل العليا، وغير مستقر عاطفيًا، وسهل الاستثارة، وشجاع إلى حد التهور، وتعوزه البراعة في رسم الخطط العسكرية، أما عادل أرسلان فقال: إنّ الزعيم «كان عرضة لنوبات غضب تفقده كل منطق».

## الصعود إلى السلطة

### خلفية

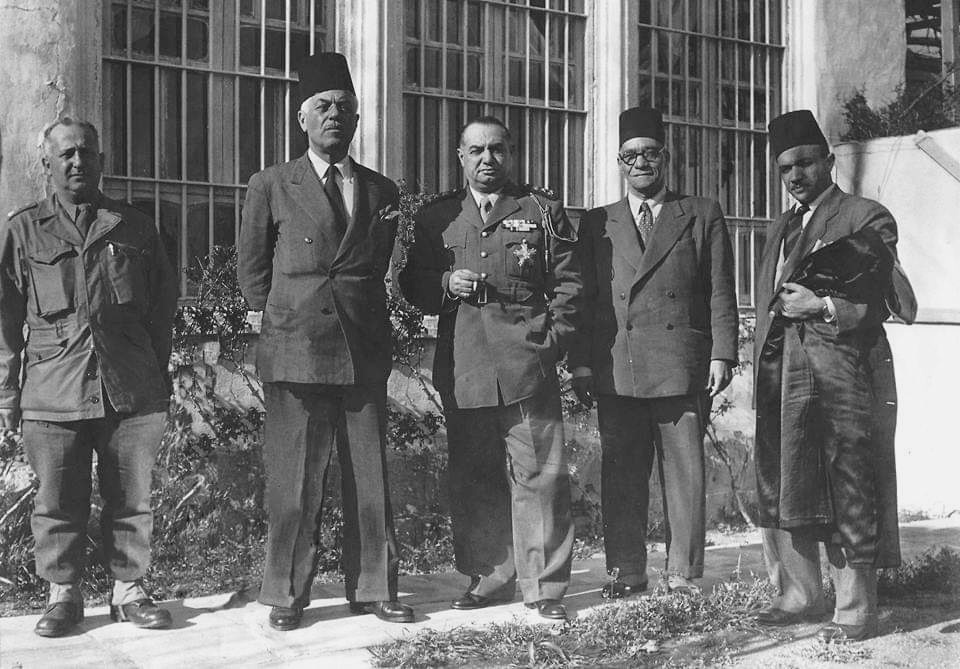
محمد أسعد طلس (الأول من اليمين)، ومحمود عزمي ثم حسني الزعيم (في الوسط)، وعادل أرسلان، وفوزي سلو في عقد الأربعينيات من القرن العشرين

مع تزايد حدة الانتقادات للجيش إثر هزيمة حرب فلسطين، وحالة السخط الشعبي على المؤسسة العسكرية والطبقة السياسيّة خصوصاً والنظام القائم عموماً، دخلت البلاد في حالة أزمات سياسة متكررة لم يواجه النظام الجمهوري مثلها منذ قيامه. خلال مناقشة أسباب الهزيمة في البرلمان، تحولت الانتقادات إلى "انتقادات شخصية للضباط، لا سيّما قائد الجيش وبشكل ملحوظ من قبل الحزب التعاوني الاشتراكي؛ وهو ما شكل اللبنة الأولى لانقلاب الزعيم. وَعَدَ رئيس الجمهورية القوتلي بإجراء إصلاحات إدارية واقتصاديّة وتخصيص جزء كبير من الميزانيّة لإعادة بناء الجيش وتسليحه «والعمل على إعادة ثقة السوريين بنظامهم».
كانت بداية التدخل العملي للزعيم في الحياة السياسية في 3 ديسمبر 1948، حين اندلعت أعمال شغب في العاصمة إثر استقالة حكومة جميل مردم بك واعتذار هاشم الأتاسي عن تشكيل حكومة جديدة، بعد أن نشر الزعيم الجيش في العاصمة دون إذن مسبق من الحكومة أو السلطة السياسيّة، وفي اليوم ذاته أعلن القوتلي حالة الطوارئ وإخضاع البلاد للأحكام العسكريّة وإغلاق المدارس.
في اليوم التالي، بدأ الزعيم جولة لزيارة القطع العسكريّة في المحافظات السورية بهدف «رفع معنويات الجيش»، ما ساهم في تقوية علاقته مع معظم قادة الثكنات من جهة وبروز اسمه «مخلصاً للبلاد» من جهة ثانية. وفي 16 ديسمبر شُكّلت حكومة جديدة برئاسة خالد العظم بعد سلسلة أزمات في التكليف والتأليف، وجاء البرنامج الحكومي كما وصفته الصحافة «تقليدياً ومخيباً لآمال السوريين»، على الرغم من أنه نص على سعي الحكومة «لتحرير فلسطين». لم يساهم تشكيل الحكومة بالتخفيف من حدة الأزمة السياسية، بل تفاقمت نتيجة العداء المتبادل بين رئيس الحكومة خالد العظم وقائد الجيش حسني الزعيم «والذي كان يناله منه تجاهلاً بل تحقيرًا»؛ أما النقطة الفارقة في الأزمة فكانت النقاش حول مد خطوط التابلاين في سوريا، ورفع حالة الطوارئ، ومناقشة السياسة العسكرية في مجلس النواب، إذ دفعت الزعيم مع أربعة عشر ضابطًا للتخطيط للانقلاب. وقال الصحفي السوري نذير فنصة، الذي جمعته صداقة مع الزعيم، إن تخطيط الانقلاب بدأ في 24 مارس في منزله، وكان سامي الحناوي بين الأربعة عشر ضابطًا الذين خططوا للانقلاب، تلاه اجتماع آخر في القنيطرة، وبرغم وصول أنباء الإعداد لانقلاب عسكري وتذمر كبار الضباط للقوتلي، لم يُعِر هذه الأخبار أي اهتمام.

### الانقلاب

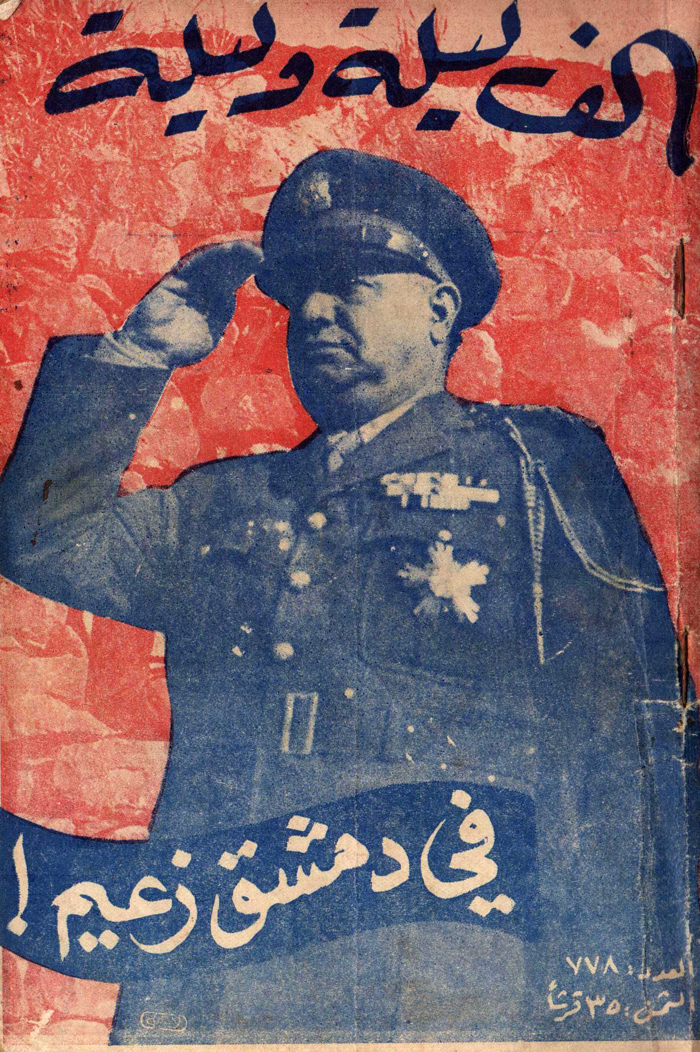
غلاف مجلة الجيش السوري يوم الانقلاب: ألف ليلة وليلة، في دمشق زعيم!.

يوم الأربعاء 30 مارس 1949، في تمام الساعة الثانية والنصف فجرًا، انتقل الزعيم من مقر عمله في القنيطرة إلى دمشق بعد أن أعطى أوامره بقطع كافة أشكال الاتصالات بينها وبين العالم الخارجي. وبعد وصوله المدينة أمر عددًا من وحدات الجيش السوري بتطويق القصر الرئاسي ومبنى مجلس النواب والوزارات الرئيسية، كما حوصرت مقرات الشرطة والأمن الداخلي والقوات نصف العسكرية المعروفة باسم الجندرمة التابعة لوزارة الداخليّة؛ في حين أعدّ أكرم الحوراني بيان الانقلاب الذي تلته الإذاعة السورية. وقد تمت عملية التطويق والاستسلام في جميع هذه المواقع سلمًا ودون إطلاق رصاصة واحدة. اعتقل الجيش شكري القوتلي ورئيس الوزراء خالد العظم بعد أن بُلغا مذكرة من الزعيم بأن الجيش قد قرر استلام قيادة البلاد، ونقلا إلى مشفى المزة العسكري، ووجه الجيش الذي انتشر في الساحات العامة بيانًا مقتضبًا للشعب حول عملية «انتقال السلطة»؛ ولم يعلن في البلاغ الأول، وسلسلة البيانات الأولى اسم قائد الانقلاب، واكتفى بالإشارة للقيادة الجماعية للجيش؛ وقد اتخذ الزعيم من قصر مديرية الشرطة في ساحة المرجة مقرًا مؤقتًا له، وهو مقر عمله السابق.
في صباح الانقلاب، التقى الزعيم عددًا كبيرًا من أعضاء مجلس النواب يتقدمهم رئيس المجلس فارس الخوري، وأسفر اللقاء عن السماح للخوري بزيارة رئيسي الجمهورية والوزراء في مشفى المزة العسكري بعد ظهر ذلك اليوم، وقد جاءت زيارة الخوري للاطمئنان على صحة الرئيسين من ناحية، وليطلب منهما التوقيع على بيان الاستقالة. طبقًا للقانون الدستوري الدولي، الذي ينصّ على «انتقال» السلطة الشرعية، لا استملاكها بالقوة. وجب على البرلمان في 1 أبريل الانعقاد في فندق الشرق، نظرًا لاحتلال قوات الجيش مبنى البرلمان، وبحضور سبعين نائبًا «فوضت السلطة الشرعية» في البلاد إلى الزعيم، دون معارضة أي نائب، إلا أن غياب بعض النواب فُسِّر بأنه اعتراض على العملية، وعبرت كلمات النواب عن دعمها للنظام الجديد دون أي معارضة تذكر خوفًا من انقسام الجيش ما قد يدخل البلاد في حرب أهليّة. غير أنّ الأيام اللاحقة شهدت اعتقال عدد من النواب منهم منير العجلاني. في 3 أبريل أعلن الزعيم حلَّ البرلمان، وتفويض نفسه صلاحيات التشريع، وإلغاء العمل بالدستور، لحين وضع دستور جديد للبلاد يعيد للسوريين «حقوقهم وحرياتهم» كما صرَّح في اليوم ذاته.

### الاعتراف الداخلي والخارجي
في 7 أبريل توجه الزعيم بخطاب للشعب نشر به استقالة القوتلي والعظم، ونشرت الصحف السورية في اليوم التالي بيان الاستقالة بخط يد الرئيس، وصودرت أملاك القوتلي وابنه ومن ثم نفي إلى مصر. في أعقاب خطاب 7 أبريل، بدأت الزعامات السياسية الاعتراف بالنظام الجديد، فعبّر محمد كرد علي عن سعادته بقيادة الجيش للبلاد، في حين دعم هاشم الأتاسي بشكل «لا محدود» الانقلاب وقادته، وكذلك فعل ميشيل عفلق عميد حزب البعث العربي وإحسان الجابري رئيس الحزب الوطني السوري في برقية أرسلها للزعيم، في حين اكتفى حزب الشعب بعد لفظ رأي، غير أن الصحيفة الخاصة به هللت للانقلاب.
خارجيًا، فقد عبر الزعيم عن رغبته في تقوية العلاقات مع مصر. وفي 17 أبريل كان العراق أول دولة تعترف بالنظام الجديد رسميًا تبعتها في اليوم نفسه تركيا. ثم زار الزعيم مصر في 21 أبريل والتقى الملك فاروق الأول وحصل في أعقاب الزيارة في 23 أبريل على اعتراف مصر والسعودية ولبنان الرسمي. أما الولايات المتحدة والمملكة المتحدة وفرنسا فقد اعترفوا بالنظام الجديد يوم 27 أبريل. في حين شهدت العلاقات مع الأردن توترًا جراء تحذير الملك عبد الله الأول من أي مشروع يتعلق «بسوريا الكبرى» وحشدت وحدات عسكرية أردنيّة وسوريّة على الحدود. ولم تكن العلاقات السورية اللبنانية أفضل حالا نتيجة انتقادات الصحافة والطبقة السياسية اللبنانية لحكم الزعيم، ما أدى إلى إغلاق الحدود واستمر الحال على ما هو عليه حتى 24 مايو.

## رئاسته

### حكومته

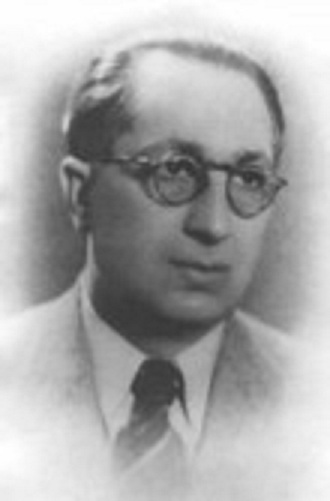
محسن البرازي، رئيس الوزراء في عهد الزعيم.

في 30 مارس يوم الانقلاب أعلن الزعيم استقالة حكومة العظم، وتكليف المديرين العامين تسيير شؤون الوزارات حتى تشكيل حكومة جديدة؛ في الأيام الأولى من أبريل عيّن الزعيم، حسن جبارة مستشارًا لوزارة المالية والرئيس السابق للوزراء حسني البرازي مستشارًا عسكريًا في حلب وخليل رفعت مستشارًا عسكريًا في دمشق، كما عين أديب الشيشكلي قائدًا عامًا للشرطة والأمن العام، وأكرم الحوراني مستشارًا في وزارة الدفاع، وطلب من الموظفين متابعة أعمالهم في الوزارات بشكل طبيعي؛ وفي 7 أبريل في أعقاب خطابه الأول للأمة، نشر بيان استقالة الرئيس ورئيس الوزراء مكتوبًا بخط يدهما، ثم حاول تشكيل حكومة مدنية يترأسها أحد أقطاب السياسة البارزين، واتصل سرًا بعدد من الشخصيات التي أبدت اعتذارها أو خشيتها تولي رئاسة الحكومة في تلك الظروف، أخيرًا كلّف الزعيم النائب فيضي الأتاسي تشكيل الحكومة بشكل رسمي، غير أن الأتاسي لم ينجح في تشكيل حكومة ترضى عنها مختلف الأقطاب السياسية لاسيّما حزب الشعب الذي تدعمه عائلته، وكذلك بعد تباعد الزعيم عن مشروع سوريا الكبرى المدعوم من قبل حزب الشعب. بعد اعتذار الأتاسي، لجأ الزعيم إلى تأليف حكومة برئاسته في الذكرى الثالثة لعيد الجلاء يوم 17 أبريل، وتولى خلالها رئاسة الحكومة ووزارتي الدفاع والداخلية، وقد تكونت الحكومة من ستة وزراء، وشملت أسماء جديدة في السياسة السورية، مثل أسعد الكوراني، ونوري الإبش.
قال الزعيم إن حكومته مؤقتة، ومهمتها التمهيد لإجراء انتخابات، وكتابة دستور جديد. استمرت حكومة الزعيم لما بعد الانتخابات الرئاسية في يونيو 1949، والتي فاز بها الزعيم، وكلّف على إثرها السفير السوري السابق في مصر حسني البرازي بتشكيل حكومة جديدة، وهي خطوة ذات دلالة حول تحالفات الزعيم في السياسة الخارجية، والعلاقة القوية التي تربطه بالملك فاروق. حكومة البرازي التي أعلن عن تشكيلها في 1 يوليو 1949، مكثت في السلطة خمسًا وأربعين يومًا فقط، وتكونت من ستة وزراء، نصفهم في الحكومة السابقة، واستمر تولي شخصية عسكرية، هي عبد الله عطفة، مهام وزارة الدفاع، لا شخصية مدنية.

### انتخابات 1949
بعد أن بدا الوضع الأمني في البلاد مستقرًا عمومًا، اتجه الزعيم نحو كسب «شرعية دستورية» عن طريق الانتخابات، فقرَّر عدم الانتظار لوضع دستور جديد للبلاد؛ بل الشروع بانتخاب رئيس جديد على أن تكون من صلاحياته إصدار الدستور العتيد؛ وشكل الزعيم في سبيل ذلك لجنة كتابة الدستور. بين 15 - 20 يونيو 1949، فتح الزعيم باب الترشيح للانتخابات، ولم يترشح أحد سوى الزعيم نفسه، وهو ما حوّل الانتخابات إلى استفتاء حول تبوُّؤِ الزعيم منصب الرئاسة، وتفويضه بسلطة إصدار الدستور.
جرت الانتخابات في 26 يونيو، وشاركت بها المرأة للمرة الأولى، وأفضت طبقًا للنتائج الرسمية بفوز ساحق للزعيم. وبعد إعلان النتائج، قلّد الزعيم نفسه منصب رئيس الجمهورية رسميًا، ورفع نفسه لمنصب جديد لم يكن سابقًا ضمن مراتب الجيش السوري هو المشير، وألَّف حكومة البرازي. مع استحداث رتبة المشير، اعتمد الزعيم شارة المنصب بقيمة 17,500 ليرة سورية (كان الدولار آنذاك 3.5 ليرة)، في حين لم تبارح «العصا الماريشالية» الظهور في يده في جميع المناسبات؛ وقد وضعت في المتحف الحربي السوري بعد خلعه. وعمومًا فإن «ولعَ الزعيم بالمظاهر القيصرية، وفي لباسه وشاراته، بشكل مسرحي، كان أحد عوامل سقوط نظامه جماهيريًا».

### موقفه من سوريا الكبرى
كان الزعيم يميل لمشروع سوريا الكبرى بشكل واضح منذ توليه قيادة الجيش؛ في 3 أبريل صرّح عادل أرسلان، المقرب من الزعيم، بتفضيل سوريا الوحدة الهاشمية مع العراق على أساس لا مركزية فيدرالية؛ وقد ردت الحكومة العراقية على هذا الطلب في 5 أبريل وعبّرت في ردها عن «موافقتها المبدئية»، غير أنها عادت وتلكأت في إظهار استجابة على أرض الواقع، وربما يعود السبب في ذلك للرغبة في إثبات استقرار نظام الزعيم. في 9 أبريل صرح الزعيم بنفسه عن هذه النية، واقترح أن تبدأ باتفاقية تحالف عسكري فورية، وأوفد إلى بغداد مبعوثًا خاصًا. استجابة العراق كانت في 12 أبريل، بإرسال وفد عسكري إلى دمشق لدراسة الطلب السوري والإطلاع عن قرب على تفاصيله.
هذا التقارب مع بداية الانقلاب، دفع لخوف الحلف المعادي لتمدد الملكية الهاشمية ممثلاً بالمملكتين المصرية والسعودية. لذلك عرض على الزعيم مساعدات مالية وعسكرية وإدارية مقابل التراجع عن مشروعه الوحدي مع العراق، فقبل الزعيم وانقلب على قناعاته السابقة معلنًا تمسكه «بالنظام الجمهوري في سوريا» مقارنة بالنظام الملكي في العراق؛ وهو ما تطور لإيفاد الزعيم ممثلاً عنه إلى القاهرة في 16 أبريل، ثم زيارة الأمين العام للجامعة العربية عبد الرحمن عزام إلى دمشق في 18 أبريل، قبل زيارة الزعيم شخصيًا وبشكل سري إلى القاهرة في 21 أبريل، والتي في ختامها تبنى الزعيم نمطًا معاديًا للهاشمية، وهو ما كان «أحد أول وأهم أخطاء الزعيم، إذ فقد كل دعم حزب الشعب، أكبر أحزاب البلاد السياسية، وذو الشعبية في حمص وحلب». هذا الانقلاب في موقف الزعيم، دفع لتدهور العلاقات مع العراق، فأعلن رئيس الوزراء العراقي نوري السعيد رفضه «قسمة الهلال الخصيب»، وقال أن حكومته لا تعترف بالاستفتاء الذي أجراه الزعيم على توليه منصب الرئاسة، ردّ الزعيم جاء بأن «مشروع سوريا الكبرى، قد عفا عليه الزمن، لسببين، الأول عملية التطور الاقتصادي والاجتماعي السريع التي تقوم بها سوريا؛ والثاني قرار سوريا الانضمام للمحور السعودي - المصري، بعد أن تبيّن مدى صداقته القوية لسوريا».

### قضية سعادة
كان أنطون سعادة، قد عاد إلى لبنان من منفاه في البرازيل عام 1947، ومنذ عودته وحتى 1949، كان التوتر في ازدياد بين سعادة ورياض الصلح رئيس الحكومة اللبنانية. ومع انقلاب الزعيم كان الصلح أحد ألدّ أعداء النظام الجديد في دمشق وهو ما وصل حد إغلاق الحدود بين البلدين، كذلك إن الزعيم كان ذي ميول سابقة نحو القومية السورية. وانطلاقًا من هذه المعطيات، التقى وفد من الحزب السوري القومي الاجتماعي الزعيم في دمشق أواخر أبريل لأول مرة، واتفق على إقامة اجتماع بين سعادة والزعيم في آواخر مايو. تحدث الزعيم خلال الاجتماع عن دعم «لا محدود» للسوريين القوميين. في 9 يونيو حصلت اشتباكات بين شبيبة حزب الكتائب والسوريين القوميين في بيروت، وسقط عدد من الجرحى، وحسب عدد من المصادر منها تقرير لوزارة الخارجية الإمريكية فإن حكومة الصلح هي المسؤولة عن «تدبير الاشتباكات»، بكل الأحوال فقد اعتبرت حكومة الصلح القوميين الاجتماعيين مسؤولين عن الأحداث، وقامت بحل الحزب واعتقال 700 ممن اتهموا بمساندته، وأصدرت أمرًا باعتقال سعادة الذي تمكن من الإفلات من قبضة الحكومة متصلاً بالزعيم وطالبًا اللجوء السياسي في سوريا. فوافق الزعيم، وعبر سعادة الحدود حيث استقبله بعض المسؤولين السوريين، والتقى الزعيم في دمشق والذي وعد بتقديم أسلحة وجنود، وكعلامة ثقة منحه مسدسه الشخصي. بدأ سعادة يعد «لتفجير ثورة مسلحة» في بيروت والهرمل والبقاع، واتفق مع قبائل الدنداشة في لبنان على مؤازرته. غير أن ثقته بالزعيم بدأت تتآكل مع تعيين محسن البرازي رئيسًا للوزراء، وهو سفير سوريا السابق في مصر وصديق للصلح. بكل الأحوال، فإن تسليح الزعيم لمقاتلي سعادة استمرّ حتى 3 يوليو، وفي اليوم التالي انطلق مقاتلو الحزب القومي لتنفيذ «الثورة» غير أن بعض المجموعات وقعت مباشرة في كمين للدرك اللبناني، وتفرقت مجموعات أخرى أو استسلمت. وحين علم سعادة بفشل الهجوم، أراد لقاء الزعيم في 6 يوليو غير أنه حصل على لقاء مع إبراهيم الحسيني قائد الشرطة العسكرية لدى الزعيم، وفي الوقت ذاته اعتقل حراس سعادة الشخصيون، ولم يفلح أديب الشيشكلي، رئيس جهاز الأمن لدى الزعيم والمتعاطف مع القوميين، بأي حركة سوى بإخطار قادة الحزب الهرب إلى الأردن.

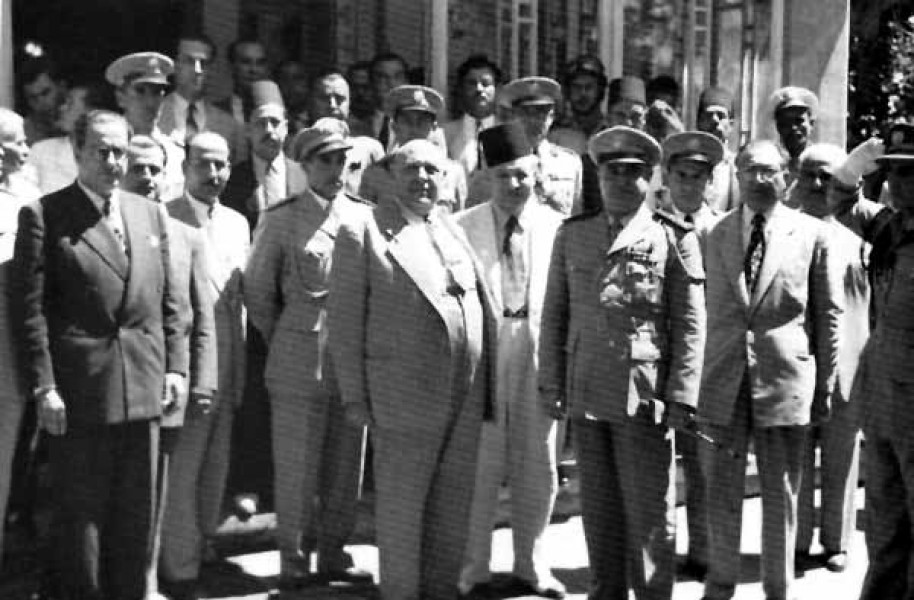
القمة السورية اللبنانية في يوليو 1949، ويظهر في الصورة من اليمين إلى اليسار الرئيس اللبناني بشارة الخوري ورئيس وزرائه رياض الصلح والرئيس السوري حسني الزعيم ورئيس وزرائه محسن البرازي.

في اليوم التالي، أقلّ إبراهيم الحسني سعادة بسيارته إلى القصر الجمهوري بحجة تنفيذ مطلبه بلقاء الزعيم، هناك سلّمه إلى قائد جهاز الأمن اللبناني فريد شهاب، ورئيس جهاز الدرك نور الدين الرفاعي. كانت تمنيات الزعيم قتل سعادة على طريق العودة إلى بيروت، خشية انكشاف دوره المزدوج إن سيق سعادة إلى المحاكمة، غير أن المسؤولين اللبنانيين رفضوا الإقدام على ذلك وسلّما سعادة إلى رؤسائهما في بيروت، وفي غمرة الجدل في أوساط السلطات اللبنانية عقدت محكمة عسكرية سريعة أعدمت سعادة رميًا بالرصاص في 8 يوليو.
أدت عملية تسليم سعادة وإعدامه إلى حالة من التذمر في الشارع السوري حتى غير المتعاطف مع قضايا الحزب السوري القومي الاجتماعي، إذ وجدت العلمية منافية للعدالة وخارقة للتقاليد في تسليم من طلب حماية الدولة السوريّة؛ وحسب تقرير للسفارة البريطانية في دمشق فإن الرأي العام اعتبر هذا الفعل «رسمًا من أفعال الخيانة». لاحقًا سرت أنباء أن الزعيم، أمر بأن يزود مقاتلو الحزب بأسلحة فاسدة، وأنه ضغط على قبائل الدنداشة في البقاع كي لا يقاتلوا إلى جانب الحزب، وأنه أخبر الأمن اللبناني بخطة سعادة ما أتاح لهم نصب كمين على الحدود لمجموعات الحزب المقاتلة؛ التحليلات تشير إلى أن الزعيم أراد «توفير ذريعة لرياض الصلح، لقتل سعادة». ولعلّ كراهية الملك فاروق والحكومة المصرية الشديدة الالتصاق بالزعيم قد لعبت دورًا في ذلك، لا سيّما بعد تولٌي محسن البرازي رئاسة الوزراء؛ ففي نهاية يونيو كان البرازي قد قابل الملك في القاهرة، وأقنعه أن دعم الزعيم سعادة «خطر حقيقي». بعد إعدامه وقعت لبنان مع سوريا اتفاقية اقتصادية أنهت النزاع بين الصلح والزعيم.

## سياسته

### السياسة الداخلية

#### الإصلاحات
على الصعيد الإداري فإنّ تطهير جهاز الحكومة والتقليل من الإجراءات الإدارية أحد أهم منجزات الزعيم في القطاع العام، وقد طلب من الموظفين في القطاع العام أن يختاروا خلال عشر أيام بين العمل في الحقل العام أو الأعمال والمصالح الخاصة؛ وعدّل في النظام الإداري للجامعة السورية وأدخل على نظامها «كل ما هو عصري وحديث». من ناحية التشريع، فقد كان الزعيم شجاعًا بإصداره قانون الأحوال الشخصية السوري، الذي واجهت العديد من الحكومات السابقة صعوبات في إقراره مع رجال الدين، حتى أن «الحكومات، آثرت ترك الوضع المعلول على حاله، بدلاً من الولوج في إطار إصلاحه»؛ وأهم تغيير في قانون 1949، الذي استمرّ معمولاً به حتى 2010 والمقتبس بأغلبه عن القانونين المصري والفرنسي، وجاء بديلاً عن مجلة الأحكام العدلية، إخضاع الأحوال الشخصية بشكل مباشر للقضاء المدني السوري بدلاً من رجال الدين في الأرياف والمدن. وعلى صعيد قانون الانتخاب، فقد قلّص الزعيم عدد أعضاء مجلس النواب إلى 70، كما عبر عن تصوره للمجلس الجديد، ومنح للمرأة السورية حق الانتخاب للمرة الأولى؛ ويعتبر الزعيم أول من وضع في تاريخ سوريا الحديث مخططات لتوطين البدو السوريين، وكان المشروع قد نفذ جزئيًا خلال أواخر القرن التاسع عشر، وكذلك فإن إنشاء محكمة دستورية عليا لمراقبة أعمال مجلس النواب والوزارة، ومدى انسجام تصرفاتها مع الدستور، تعود للزعيم. أصدر الزعيم أيضًا، عددًا وافرًا من التشريعات الجنائية والمدنية والقانونية، وعيّن محافظين جدد يتمتعون بالسلطتين المدنية والعسكرية، وحسب المؤرخ ألفرد كارلتون «اهتزّ الجمهور فرحًا بهذه التغييرات، واعتبرها تأكيدًا على بدء مرحلة جديدة حاسمة في الحياة الوطنية»؛ وحافظت على معظمها سلطات ما بعد الزعيم.

#### الحريات العامة
رغم وعود الزعيم بأن تعطيله الحريات العامة هو مؤقت، ريثما يقيم نظامًا «ديموقراطيًا حقيقيًا» يعيد للسوريين حقوقهم وحرياتهم، فإن الزعيم هو أول رئيس سوري يحظر ويسحب التراخيص من الإذاعات والصحف والمجلات، ويفرض رقابة صارمة على محتواها؛ وفي الواقع فإن 34 صحيفة ومجلة أغلقت في دمشق وحدها وسمح بصدور 8 فقط؛ وبلغ عدد الوسائل الإعلامية التي حظرت على مستوى سوريا برمتها 59 صحيفة ومجلة. وعلى الرغم من عدم وجود قانون يحظر التظاهرات، فإن المظاهرات المعارضة للزعيم، والمؤيدة لنظام القوتلي منعت بالقوة. منح الزعيم لنفسه أيضًا حق حظر الأحزاب والجمعيات السياسية، وحظر على الطلاب في الثانويات والجامعة، وجميع موظفي القطاع العام، الانتماء الحزبي أو العمل السياسي. حكم الزعيم أيضًا في ظل قانون الطوارئ، حتى منتصف يونيو 1949، أي قبيل موعد الانتخابات الرئاسية، وكان قبلاً في بداية يونيو، قد أعلن حل منصب الحاكم العسكري في المحافظات.
على صعيد الحريات الاجتماعية، أعلن الزعيم سخطه على اللباس التقليدي من الكوفية والطربوش، وحظر استعمال ألقاب باشا وبك وأمثالهما، ويعود له «إخراج المجتمع الدمشقي من تعصبه الشديد والصارم للتقاليد»، وبرزت في عهده القبعات الأوروبية بكثرة في شوارع دمشق، وغدت النساء أكثر حرية في الحياة العامة، وانتشرت النوادي الليلية. أراد الزعيم أيضًا إلغاء النقاب، غير أنه لم يصدر تشريعًا بذلك.

#### علاقته بالأقليات
اعتمد الزعيم على الأقليات السوريّة في حكمه اعتمادًا كبيرًا، ولا سيَّما الأكراد والشركس، على سبيل المثال فإن محسن البرازي رئيس الوزراء، كان كرديًا، وكانت تلك هي المرَّة الأولى والوحيدة التي يكون بها رئيس الجمهورية ورئيس الوزارة من أقلية عِرقية. كذلك، فقد أعاد الزعيم توزيع الوحَدات العسكرية في الجيش بحيث غدت حاميات المدن الرئيسة مقتصرة على الوحدات ذات الطابع الشركسي والكردي، أما القوات العربية فقد أبعدها إلى الجبهة. ذلك ما دفع الصحف خارج سوريا لأن تهاجمه باسم العروبة. أما الانفتاح والتعاون بين الزعيم والمملكتين المصرية والسعودية، أفضى لفقدانه دعم الدروز المؤيدين في الغالبية العظمى لسوريا الكبرى تحت وحدة التاج الهاشمي، وعندما كلّف الزعيم الأمير عادل أرسلان، مهام تشكيل الحكومة، اعتذر الأمير بضغط من حاضنته الشعبية في السويداء. خلال حديثه عن إصلاحات مجلس النواب، أعلن الزعيم إلغاء المحاصصة على أساس الطوائف في مقاعد البرلمان حسب ما هو معمول في النظام الانتخابي لعام 1947.

#### علاقته بالأحزاب
أحد أهم أخطاء الزعيم في سياسته الداخليّة، تمثلت في حلِّ الأحزاب السورية في مايو 1949. إن حزب الشعب الذي هلل لتسلم الزعيم السلطة، شرع يتخذ موقف المعارضة حين اتضح عداء الزعيم للعراق، فاستقال فيضي الأتاسي من الحكومة بعد ثلاثة أيام من تشكيلها، كما عارض حزب البعث القيود التي فرضت على الصحافة ونمو المخبرين. وكان رد الزعيم أن سجن ميشيل عفلق وزعماء حزب الشعب ومنهم ناظم القدسي ورشدي كيخيا؛ أما الحزب الوطني فكان دومًا مناصبًا العداء للزعيم نتيجة انقلابه على القوتلي. وقد ساءت علاقته حتى تحولت لعداوة مع الحزب السوري القومي الاجتماعي بعد تسليمه أنطون سعادة للسلطات اللبنانية والتي قامت بإعدامه. وإذ سمح للحزب الشيوعي السوري بممارسة نشاطه في الفترة الأولى، ميّز بينه وبين الاتحاد السوفياتي، مهددًا الحزب في حال عمالته للخارج، وكان مع بداية حكمه قد اعتقل 2000 شيوعي سوري، أودعهم سجن تدمر، محاباة للغرب. وقد صرّح الزعيم، بأنه سيشنّ «حربًا شعواء على الشيوعية»، عدد من المؤرخين مثل أندرو راثميل قال إنه لو تكلم الزعيم ضد الشيوعية فإن هناك زمرة من حوله سعت لعقد صفقات مع الشيوعيين، وإن أجهزة الأمن لم تكن قادرة أو لم تكن راغبة بمواصلة جهودها في قمع الحزب الشيوعي السوري، ومع نهاية أبريل كان نصف المعتقلين بتهمة الشيوعية قد أطلق سراحهم. فقد الزعيم أيضًا وبشكل سريع دعم حزب البعث، وأكرم الحوراني أحد أصدقائه القدامى وداعميه في الانقلاب، ذلك ناجم عن تحالف الزعيم مع عشيرة البرازي الأعداء التقليديين للحوراني في حماه.
ضيّق نظام الزعيم على الناشطين السياسيين لا سيّما حزب الشعب والحزب الوطني. العديد من النواب والوزراء السابقين، والناشطين الحزبيين، اعتقلوا أو وضعوا قيد الإقامة الجبرية. ضيّق الزعيم أيضًا على الحريات السياسية. قال الزعيم أنه سيعيد التعددية السياسية بعد الانتخابات واستقرار النظام الجديد، وبرّر قراره بأن بعض الأحزاب تعمل على عودة النظام القديم.

### السياسة الاقتصادية
معظم سياسات الزعيم الاقتصادية لم تنفذ بسبب قصر الفترة التي تولى فيها حكم البلاد؛ في الخطوط العريضة أنشأ الزعيم مكتبًا خاصًا لاستقبال «تظلمات المواطنين»، وللتحقيق في حالات تلقي الرشاوى التي كانت واسعة الانتشار، وكذلك للتحقيق في حالات استعمال السلطة في غير موضعها، والإثراء غير المشروع، وألحق بالمكتب المذكور محكمة اقتصادية خاصة. ضمن برنامجه لمكافحة الفساد، يذكر مثلاً أنه جلد اثني عشر خبازًا أمام أفرانهم أدينوا ببيع خبز فاسد.
وأقرّ خطط ومشروعات عامة كثيرة، منها اتفاقية التابلاين التي أقرت في 16 أيار 1949 وبموجبها وافقت سوريا على مرور أنبوب لنقل النفط من حقول السعودية إلى ميناء صيدا اللبناني عبر الأراضي السورية. كان الأنبوب مملوكاً لعدة شركات نفط أميركية (لاحقاً شركة أرامكو). يذكر أن المجلس النيابي السوري قبل الانقلاب كان قد رفض عدة مرات الموافقة على اتفاقية التابلاين لأن شروطها لم تكن منصفة لسوريا، وربما خشية من إثارة التوتر مع بريطانيا التي كانت في تلك المرحلة تُنافس الولايات المتحدة على التحكّم بمنابع النفط في الشرق الأوسط، ويعتقد أن تمرير الاتفاقية كان أحد الأسباب التي دفعت وكالة الاستخبارات الأميركية إلى دعم انقلاب حسني الزعيم على الرئيس شكري القوتلي.
كما تم توقيع اتفاقية أخرى مع شركة المصافي المحدودة البريطانية في بانياس لتصدير النقط العراقي بنفس الشروط المجحفة التي منحت الشركات امتيازا لمد السكك الحديدية وصيانة الموانئ السوريّة مقابل مردود زهيد للحكومة السوريّة.
على صعيد الزراعة السورية، والتي تشكٌل عماد الاقتصاد، أدرك الزعيم أهمية كسر احتكار الإقطاع للزراعة، وشكل لجنة لنقل ملكية أراضي الدولة القابلة للزراعة - والبالغة 23% من مجموع الأرض - لصغار الفلاحين، بما يساهم في تنمية الاقتصاد، وكسر الإقطاع المحلي، وقال أنه سيعمل على تحديد سقف إمكانية التملك الزراعي. قام الزعيم، بتأميم أموال الوقف العقارية، والتي كانت يقطنها أو يديرها ويستفيد من أجورها، رجال الدين المسلمين والمقربين منهم، قال الزعيم أن أملاك الوقف «لا تفيد فقراء السوريين بشيء، وكل ما في الأمر أنها تزيد من ثراء رجال الدين بطريقة غير مشروعة». قام الزعيم أيضًا، بتوحيد وعاء الضريبة، بحيث يتمكن كل مواطن من تسديد ضريبة مرة واحدة في العام، بدلاً من مجموعة ضرائب، وقام أخيرًا برفع ضريبتي الدخل والأرباح الصافية على الشرائح الأعلى مدخولاً في البلاد، في سبيل دعم الجيش والمجهود العسكري؛ وبشكل عام فإن إصلاحات الزعيم في قطاعي الزراعة والضرائب، أفضت إلى تراجع شعبيته في أوساط كبار الملاك والتجار.

### السياسة العسكرية
حال تسلمه السلطة، بدأ الزعيم بوضع خطط لتسليح الجيش بتكلفة 28 مليون دولار كدفعة أولى، ولتأمين المبلغ قام بزيادة الضرائب على الدخل والملكية خصوصا على الطبقات الأكثر ثراءً؛ وقام أيضًا بإلغاء الدرك - أو الجندرمة - متبعًا إياها وزارة الدفاع بدلاً من وزارة الداخلية؛ وأعاد تسليح الجيش، كما رفع عدد الجند المتطوعين - أي خارج أوقات الخدمة الإلزامية - من 5000 إلى 27000 رجل؛ وأصدر تشريعًا سحب فيه الترخيص من أي مؤسسة إعلاميّة تسيء إلى المؤسسة العسكرية؛ كما استحدث، فرقة خاصة من المسلمين اليوغوسلاف لحمايته، فكانوا يقسمون على الولاء له فقط.
شملت الصفقة الأولى التي أبرمها الزعيم مع بريطانيا على شراء 26 طائرة حربية مقاتلة و 63 دبابة شيرمان. حسب أندرو راثميل فإنّ «بريطانيا لم تكن قادرة على توريد هذا المقدار من المعدات العسكرية الثقيلة حتى لو كانت لديها الرغبة بذلك، فضلاً أن التسليح يخرق قرار الأمم المتحدة بحظر إرسال الأسلحة الذي فرض خلال حرب 1948»، حاول الزعيم إقناع شركة النفط الإيرانية الإنكليزية بمنحهِ قرضًا لشراء الأسلحة من بريطانيا قبل تصديق الاتفاقية، إلا أن طلبه رُفض. ثم عادت وزارة الخارجية البريطانية وقدمت مائة ألف جنيه إسترليني كسلفة على العائدات النفطية لاستخدامها بشراء أسلحة بريطانية، مما جعل الزعيم يصادق على الاتفاق رسميًا في 20 يونيو. ولهُ اتفاق آخر مع فرنسا تم بموجبه تزويد الجيش بعشرة آلاف بندقية ومائتين وخمسين مدفعًا رشاشًا ومدافع هاون وذخائر حربية. وكذلك أوفد الزعيم أيضًا عددًا من الضباط السوريين للتدريب في فرنسا. وفي 20 يوليو وصلت بعثة تركية استدعاها الزعيم لإعادة تنظيم الجيش السوري مما سبب هياج الرأي العام السوري الذي لا يزال ساخطًا على تركيا نتيجة ضم لواء إسكندرون إلى تركيا قبل عشر سنوات.
خلال أواخر عهده أخذ الزعيم يبعد عددًا من الضباط عن الجيش، فعيّن أديب الشيشكلي ملحقًا عسكريًا في السعودية، وأرسل عدنان المالكي إلى فرنسا في دورة تدريبية، وسرّح محمد الأطرش وخمسة عشر ضابطًا آخر في أعقاب قضية سعادة. هذه التعديلات أدت إلى تزايد السخط عليه داخل المؤسسة العسكرية، خصوصًا بعد افتضاح بثّه لجواسيس داخل الجيش. هناك روايات تفيد أن مجموعة من الضباط حاولت اغتياله باكرًا أثناء حضوره حفلاً للهلال الأحمر في دمشق.

### السياسة الخارجية
وقف الزعيم ضد المعسكر الشيوعي - الاشتراكي، رغم دعمه برنامج صارم للعدالة الاجتماعية، وعزز علاقته مع الغرب سيما الولايات المتحدة وفرنسا التي يعود لدراسته فيها تأثره بشكل بالغ بمؤسساتها ونمط التنظيم الفرنسي؛ وتحالف إقليميًا مع المملكتين المصرية والسعودية، وجمعته صداقة شديدة مع الملك فاروق.
في 20 يوليو 1949 أشهر الزعيم اتفاق الهدنة لعام 1949 مع إسرائيل، وكانت سوريا آخر دولة من دول الطوق تقبل الاتفاق المذكور. حسب بعض الوثائق المسربة فقد عرض الزعيم على ديفيد بن غوريون اعترافًا بإسرائيل وتبادل السفارات واستيعاب وتجنيس 300 ألف فلسطيني في سوريا، وقمة بين الزعيم وبن غوريون مقابل بعض التنازلات عن المياه في بحيرة طبريا غير أن بن غوريون رفض. ستيفن ميد، السفير الأمريكي في دمشق كتب في مذكراته عن علاقة الزعيم بإسرائيل: حين وافق الزعيم على تنفيذ توصية للخارجية الأمريكية بأن توقع سوريا اتفاقية الهدنة مع إسرائيل، قال الزعيم: «إني مقدم على الأرجح، على انتحار سياسي، لا بل وأغامر مغامرة متعمدة، وأعرض نفسي للقتل، أملاً بالحصول على مساعدة أمريكية تتيح لبلدي الوقوف على قدميه، ولذلك يجب على بلادكم ألا تسمح بسقوطي». يقول ميد بأن ما فعلته الولايات المتحدة كان على عكس ذلك تماماً. بكل الأحوال، فإن الزعيم كان يرمي من الهدنة مع إسرائيل أن يسحب الجيش من الجبهة لتقوية وضعه في داخل البلاد. وقد اعتبر توقيع اتفاق الهدنة مخيبًا لآمال السوريين، وتراجعت في إثره شعبية الزعيم، بشكل حاد.

## انقلاب الحناوي وإعدام الزعيم
خلال ثلاثة أشهر فقد حسني الزعيم معظم الدعم الشعبي الذي حظي به عند بداية الانقلاب، نتيجة سياسته الخارجية، وتجميد الحياة السياسية الداخلية؛ فضلاً عن تسريح ونقل أعداد كبيرة من الضباط وهو ما جعل عَلاقته بالمؤسسة العسكرية بحد ذاتها مضطربة. وفي فجر يوم 13 أغسطس 1949، قام سامي الحناوي بانقلاب عسكري بثلاث فرق عسكرية، حاصر أولاها تحت قيادته قصر الرئاسة، والثانية حاصرت منزل رئيس الوزراء محسن البرازي، والثالثة مقرَّ القيادة العامة للشرطة والجيش. كان العقيد الحناوي عند انقلاب الزعيم برتبة مقدم، وتربطه به علاقة مودة وصداقة، لذلك منحه الزعيم رتبة عقيد كما منحه ثقته إذ سلّمه قيادة اللواء الأول في الجيش، والذي يعتبر القوة الضاربة التي يعتمد عليها رئيس الجمهورية.

عدد صحيفة الأهرام - مؤيدة للزعيم - يوم 15 أغسطس 1949.

اعتقل الزعيم إثر الانقلاب، في حين آل الحكم مجددًا لقيادة الجيش، واجتمع في وزارة الدفاع نحو خمسين سياسيًا مع الحناوي للتباحث في المرحلة الانتقالية؛ برر الحناوي أسباب الانقلاب بتبديد الثروة العامة وقمع الشعب وازدراء سلطة القانون واعتبار الزعيم نفسه «ملكًا» على سوريا كما صرّح هو بذلك؛ والأسوأ من ذلك حسب رأي الحناوي هو السياسة الخارجية «غير المسؤولة». وقد حوكم الزعيم أمام المجلس الأعلى للحرب محاكمة عسكرية عاجلة وأُدين بتهمة الخيانة العظمى وأعدم في اليوم نفسه مع رئيس وزرائه محسن البرازي رميًا بالرصاص، حسب الرواية الرسمية. وحسب بعض الجند الذي شاركوا في إعدام الزعيم أنه كان «هادئًا بشكل مذهل، ومتمالكًا نفسه». هناك رواية أكثر شيوعًا يرويها الملحق العسكري البريطاني في دمشق نقلاً عن قائد الدرك السوري بأن الزعيم لقي حتفه بعد وقت قصير من دخول الانقلابيين إلى القصر الجمهوري، وقد أخبر الرائد أمين أبو عساف قائد فصيل الخيالة في الفرقة الأولى قائد الانقلاب الحناوي بمقتل الزعيم بحضور الملحق العسكري البريطاني. لقد أعطى الحناوي، حسب الرواية، انطباعاً بأنه لم يكن في النية قتل الزعيم، ونتيجة لذلك شكٌل المجلس الحربي الأعلى ولفّق رواية المحاكمة العسكرية وصدور الحكم وتنفيذه. ولعلّ اثنين من الضباط المكلفين باعتقال الزعيم وهما فضل الله منصور وعصام مريود، أعدما الزعيم خلافًا لأوامر قادة الانقلاب، لأنهم من القوميين، حسب هذه الراوية فإن التخطيط للانقلاب بدأ عقب مقتل سعادة مباشرة في شهر يوليو، واستغرق إعداده نحو شهر كامل.
اعترفت معظم الدول المجاورة بشرعية النظام القائم بعد الانقلاب سريعًا، وأرسلت لبنان والأردن «تهانيهما» بالانقلاب، في حين كانت إسبانيا السباقة عالميًا للاعتراف، وعبّرت السفارة البريطانية في بيان عن سعادتها إذ قالت بأن «غيمة القمع السوداء التي هيمنت على البلد منذ مجيء الزعيم إلى السلطة قد انقشعت»، وعبّر رئيس الوزراء العراقي نوري السعيد عن سعادتهِ بالانقلاب وقال بأن الزعيم «لقي المصير الطبيعي لأي ثورة لا تستند على أي أساس»؛ وبينما تلكأت السعودية أعلنت مصر الحداد ثلاثة أيام على الزعيم؛ أما على صعيد الصحف المصرية وكذلك عدد من الصحف الغربية، لا سيّما الفرنسيّة، فقد نعته مذكرة بالتشريعات التقدمية التي أقرّها وإصلاحاته الزراعية ووجهت أصابع الاتهام إلى بريطانيا والهاشميين، وبينما تشير المعلومات عن دعم هاشمي من العراق لا سيّما بالأموال للانقلاب تبقى فرضية تدخل المملكة المتحدة بالانقلاب ضعيفة.

## إرث الزعيم
شكّل الزعيم أول انقلاب عسكري في الوطن العربي، دافعًا لخطوات مماثلة في عدد من الدول العربية الأخرى فيما يعرف بتأسيس «جمهوريات الضباط». «أثار الزعيم خيال الضباط الأحرار في مصر، فخلعوا الملك فاروق عام 1952». لم تخلّد الدولة السورية ذكرى الزعيم، بتسمية شوارع أو ساحات أو إصدار طوابع بريدية على اسمه. بينما أُعدم على طريق المزة، لم يعرف موضع قبره حتى 3 يناير 1950، حين عُثر على جثتهِ مدفونة «بثياب النوم التي اعتقل بها» في تابوت خشبي تحت كومة حجارة في منطقة أم الشراطيط قرب نهر الأعوج بدمشق، فنقلت إلى المشفى العسكري في المزة، ثم بسيارة عسكرية إلى مقبرة الدحداح، أغلى مقابر دمشق. لم تصادر الدولة السورية منزل الزعيم الذي امتلكه منذ أن كان قائدًا للجيش، ووافق البرلمان السوري على تخصيص راتب تقاعدي لأرملتهِ وابنته، وهو ما استمرّ معمولاً بهِ لما بعد عهد الجمهورية الثانية. في 31 أكتوبر 1950 قُتل سامي الحناوي في بيروت على يد «محمد البرازي»، ابن عم محسن البرازي رئيس وزراء الزعيم.
تطرقت الدراما السورية لشخصية حسني الزعيم في عدد من المسلسلات السورية، أبرزها الجزء الثاني من مسلسل حمام القيشاني عام 1995، حيث لعب فيه محمد الطيب دور الزعيم؛ كما ناقشت أعمال درامية أخرى فترة الجمهورية الأولى، وظهرت فيها شخصية الزعيم، منها مسلسل الدوامة من إنتاج 2008.

### كتب
- نذير فنصة (1983). أيام حسني الزعيم: 137 يوما هزت سورية. دار الاتفاق العربية. مؤرشف من الأصل في 10 آب / أغسطس 2020. {{استشهاد بكتاب}}: تحقق من التاريخ في: |تاريخ أرشيف= (مساعدة)
- غسان محمد رشاد حداد (2007). أوراق شامية من تاريخ سورية المعاصر 1946 - 1966. مكتبة مدبولى الصغير. ISBN:9789772086276. مؤرشف من الأصل في 10 آب / أغسطس 2020. {{استشهاد بكتاب}}: تحقق من التاريخ في: |تاريخ أرشيف= (مساعدة)
- باتريك سيل (1986). الصراع على سوريا: دراسة للسياسة العربية بعد الحرب 1945-1958. ترجمة: سمير عبده؛ محمود فلاحة. دمشق، سوريا: دار طلاس للدراسات والترجمة والنشر.
- أندرو راثميل (1997). الحرب الخفية في الشرق الأوسط (الصراع السري على سويا، 1949-1961). ترجمة: عبد الكريم محفوض. سلمية، سوريا: دار سلمية للكتاب.
- غوردن تورري (1964). Syrian Politics and the Military, 1945-1958 [السياسة والجيش السوريان 1945 - 1958] (بالإنجليزية). دار نشر جامعة ولاية أوهايو. Archived from the original on 10 آب / أغسطس 2020. {{استشهاد بكتاب}}: تحقق من التاريخ في: |تاريخ أرشيف= (help)

## مواقع خارجية
- حسني الزعيم، تفاصيل وخفايا - شام تايمز.
- حسني الزعيم، مفتتح الانقلابات السورية - الأخبار.